# Hälsinge-Nybo
Hälsinge-Nybo är en by som ligger 4,1 mil norr om Ljusdal, mellan byarna Hennan och Ramsjö. Orten ligger vid den långsmala sjön Hennan. Byn hette ursprungligen Nybo. Här anlades en mötesstation vid Norra stambanan med namnet Hälsingenybo, för att särskilja den från andra orter. Riksväg 83 (Tidernas väg) på avsnittet Ljusdal till Ånge passerar här.
Byn har reducerats mycket, förr fanns det skola, järnvägsstation, kiosk och affär. Antalet invånare har också minskat kraftigt, nu bor det endast cirka 20 personer där permanent. En artikel i Expressen utnämnde Hälsingenybo till Sveriges mittpunkt eftersom platsen ligger mitt emellan tre andra förslag till mittpunkter.